# Utah State Route 316
Die Utah State Route 316 ist ein 6 km langer Highway in Utah, gebaut 1975. Die Utah State Route 316 fängt nördlich von Mexican Hat an der Utah State Route 261 an und endet im Goosenecks State Park.